# ヘンリー・ハワード (第13代ノーフォーク公)
第13代ノーフォーク公爵ヘンリー・チャールズ・ハワード（英: Henry Charles Howard, 13th Duke of Norfolk, KG, PC、1791年8月12日 - 1856年2月18日）は、イギリスの貴族、政治家。
父が爵位を継承した1815年から自身が爵位を継承する1842年までアランデル・サリー伯爵の儀礼称号を使用した。

## 経歴
1791年8月12日、後に第12代ノーフォーク公爵を継承するバーナード・ハワードとその妻エリザベス（第2代フォーコンバーグ伯爵ヘンリー・ベラシズの娘）としてハノーヴァー・スクウェアのジョージ・ストリートに生まれる。彼の両親は1794年に離婚した。
1829年から1832年にかけてホーシャム選挙区から選出されて庶民院議員になる。ついで1832年から1841年にかけてウェスト・サセックス選挙区から選出される。忠実なホイッグ党議員であった。
1837年7月から1841年6月にかけて第2代メルバーン子爵ウィリアム・ラム内閣の王室家計長官を務めた。また枢密顧問官に列した。
1841年8月には繰上勅書で第21代マルトレイヴァース男爵として貴族院入りした,。同年7月から9月にかけて女王警護ヨーマン隊長(貴族院与党院内副幹事長)を務めた。
1842年3月16日に父の死去により第13代ノーフォーク公爵を継承した。
1846年7月から1852年2月まで第一次ジョン・ラッセル卿内閣の主馬頭を務めた。1851年にホイッグ党首相ジョン・ラッセル卿の主導で制定された反カトリック的な聖職者称号法を支持したことで、カトリック教会と敵対することになり、彼がカトリックであるのはほとんど名目上のこととなった。しかし死の直前にカトリック教会と和解したという。
1853年1月から1854年1月にかけては第4代アバディーン伯爵ジョージ・ハミルトン＝ゴードン内閣で王室家政長官を務めた。
1856年2月18日にアランデル城において死去した。ノーフォーク公爵位は長男ヘンリーが継承した。また次男エドワードは後にグロソップのハワード男爵に叙された。

## 栄典

### 爵位
1841年8月16日の繰上勅書により父の保有爵位のうち以下の爵位を継承。
- 第21代マルトレイヴァース男爵 (21st Baron Maltravers)
(1330年6月5日の議会招集令状（英語版）によるイングランド貴族爵位)

1842年3月16日に父バーナード・ハワードの死去により以下の爵位を継承。
- 第13代ノーフォーク公爵 (13th Duke of Norfolk)
(1483年6月28日の勅許状によるイングランド貴族爵位)
- 第31代アランデル伯爵 (31st Earl of Arundel)
(1138年頃創設のイングランド貴族爵位)
- 第14代サリー伯爵 (14th Earl of Surrey)
(1483年6月28日の勅許状によるイングランド貴族爵位)
- 第11代ノーフォーク伯爵 (11th Earl of Norfolk)
(1644年6月6日の勅許状によるイングランド貴族爵位)
- 第11代フィッツアラン＝クラン＝オズワルデスタ男爵 (11th Baron FitzAlan, Clun and Oswaldestre)
(1627年の議会法によるイングランド貴族爵位)

### 勲章
- 1848年5月4日、ガーター勲章勲爵士（KG）[2][6]

### 名誉職その他
- 1837年、枢密顧問官（PC）[7]

## 家族
1814年、シャーロット・ルーソン＝ゴア（初代サザーランド公爵ジョージ・ルーソン＝ゴアの娘）と結婚し、彼女との間に以下の5子を儲けた。
- 第1子（長女）アデライザ・マチルダ嬢（-1904）ジョージ・マナーズ卿（英語版）と結婚。
- 第2子（長男）第14代ノーフォーク公爵ヘンリー・グレンヴィル（1815-1860）
- 第3子（次男）初代グロソップのハワード男爵エドワード・ジョージ（英語版）（1818-1883）
- 第4子（次女）メアリー・シャーロット嬢（1822-1897）第4代フォーリー男爵トマス・フォーリー（英語版）と結婚。
- 第5子（三男）バーナード・トマス卿（1825-1846）